# Водяной пастушок

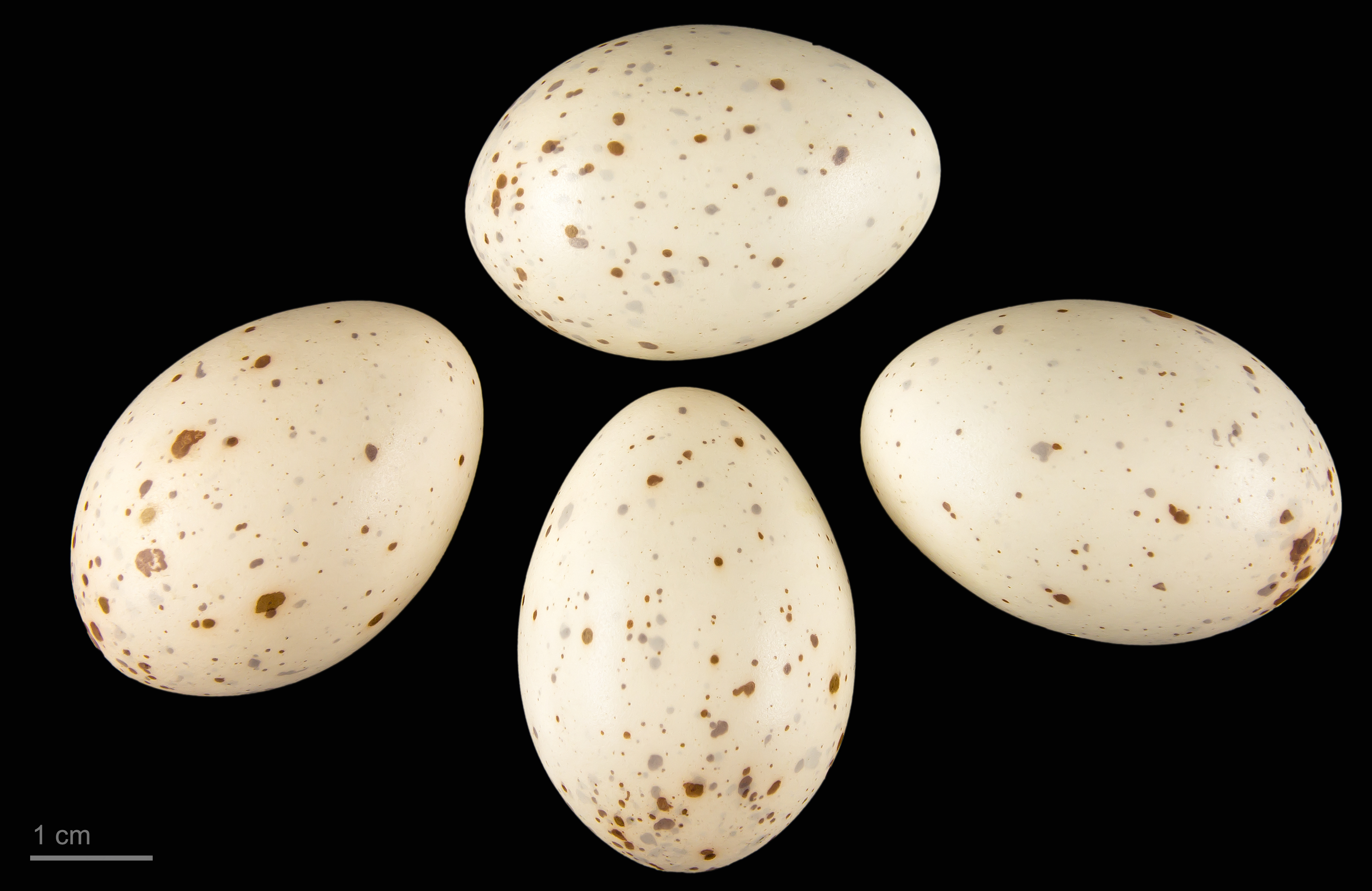
яйцо Rallus aquaticus - Тулузский музеум

Водяно́й пастушо́к (лат. Rallus aquaticus) — небольшая водная птица семейства пастушковых, гнездящаяся на болотах и в тростниковых зарослях в Европе и Азии. Скрытная птица, ведущая преимущественно ночной образ жизни. Занесён в Красные книги Саратовской области, Тверской области, Татарстана и Мордовии.

## Описание

### Внешний вид
Небольшая птица размером с перепела или коростеля, её длина составляет 23-26 см, масса 100—180 г. Внешне похож на коростеля или погоныша, но среди них выделяется длинным, 3-4,5 см слегка изогнутым на конце клювом. Тело округлое и сильно сжато с боков. Шея достаточно длинная, при передвижении по суше вытянута вперёд. Клюв длинный, узкий, слегка изогнут вниз; надклювье и окончание клюва тёмные с красным оттенком, остальная часть клюва яркая красная либо оранжево-красная. Радужная оболочка оранжево-красная. Оперение головы, шеи и брюшной части тела серовато-стальные; на боках и частично на брюхе имеются хорошо заметные поперечные широкие тёмные и узкие светлые полосы. Подхвостье белое. Спина и кроющие крыльев оливково-бурые с чёрными широкими полосами. Первостепенных маховых 10, рулевых 12. Хвост короткий, мягкий, при движении часто вздёрнут вверх и подёргивается. Ноги длинные, красновато-коричневые, с длинными пальцами. Самцы и самки по окраске друг от друга не отличаются, однако самцы выглядят несколько крупнее. Молодые птицы отличаются от взрослых — у них горло и шея беловатые, а грудь и передняя часть брюха охристые с тёмными пятнами. В гнездовом наряде пастушков по окраске сложнее отличить от других родственных птиц, однако в пределах природного ареала о принадлежности к этому виду их легко выдаёт длинный клюв. От других видов рода пастушков водяные отличаются особенностями окраса — красным клювом, полосатыми чёрно-белыми боками и красно-коричневыми ногами.
В зависимости от размера и окраски различают три подвида водяного пастушка, географически изолированных друг от друга:
- Rallus aquaticus aquaticus Linnaeus, 1758 — Номинативный подвид. Европа, Северная Африка и Западная Азия.
- Rallus aquaticus hibernans Salomonsen, 1931 — Исландия.
- Rallus aquaticus korejewi Zarudny, 1905 — От Аральского моря до озера Балхаш. На юг до Ирана, Кашмира и западного и центрального Китая.

### Голос
Крик у пастушка особый, в пределах ареала не сравнимый с другими птицами. Различают несколько вариантов, в том числе характерный, напоминающий визг поросёнка, крик. Кроме того, птицы способны издавать резкие короткие свисты, что-то вроде «уить», и сухие щёлкающие «кек», часто повторяемые.

### Поведение
Водяной пастушок ведёт скрытный образ жизни, и часто о его соседстве можно догадаться лишь по голосу. В светлое время суток прячется в густой траве, но иногда при спокойной обстановке может выбежать на открытое место. Активен в сумерки и ночью. При испуге взлетает на расстояние около метра, однако в других обстоятельствах (за исключением миграции) в воздух не поднимается. В полёте ноги неуклюже свисаются сзади. Быстро и проворно бегает в густой траве и по топким заболоченным берегам водоёмов. В воде передвигается по затопленным частям растений. Также плавает и при крайней необходимости ныряет. Живёт в основном в одиночку либо парами. Редко встречается группами до 30 птиц, однако из-за агрессивного характера скопления быстро распадаются. Средняя продолжительность жизни птиц составляет 8,8 лет.

## Распространение

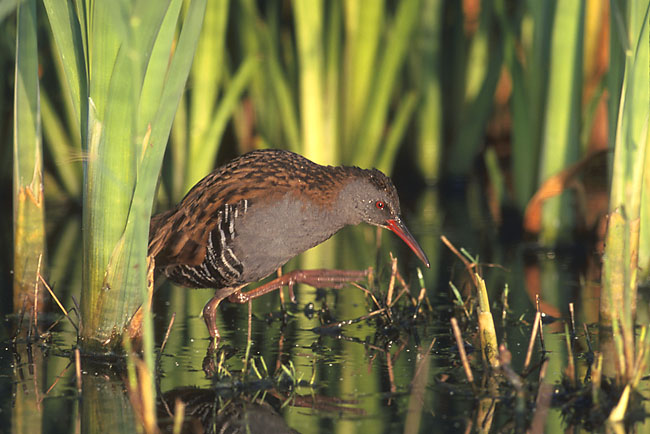
Водяные пастушки легко передвигаются по заросшему мелководью

### Ареал
Пастушки гнездятся на обширной территории Евразии, а также в Северной Африке. В Европе распространены повсеместно, за исключением Северной Скандинавии и северных регионов России, однако спорадично — из одних районов имеются сообщения о гнездовьях, тогда как из других с аналогичным ландшафтом нет. Встречаются на Британских, Фарерских, Балеарских островах и в Исландии. В Азии имеются несколько изолированных друг от друга популяций. Гнездится на западе Турции, в Закавказье, возможно на севере Ирана и Ирака, в Средней Азии, Казахстане, Китае, Корее и Японии. Информация об индийской популяции противоречива — разные источники подтверждают либо отрицают факт гнездовий птиц в этом регионе.
В Европейской части России северная граница ареала пролегает через Карельский перешеек, Ладожское, Плещеево и Заболотское озёра, юг Кировской области, Башкирию и Челябинскую область. В Западной Сибири птицы встречаются лишь на самом юге вдоль казахстанской границы — на Алтае, в Тюменской, Омской и Новосибирской областях. В Восточной Сибири гнездится в Забайкалье, в Иркутской области, на Витимском плоскогорье, в долине реки Вилюй южнее 64° с.ш., на Лене к югу от 61° с. ш. Распространён в Уссурийском крае на север до устья Амура, на Сахалине и Южных Курилах.

### Миграция
Пастушки номинативного подвида R. a. aquaticus частично оседлые и частично перелётные птицы. Гнездящиеся в Северной и Восточной Европе зимой перемещаются в южном и юго-западном направлении: в Средиземноморье, Северную Африку и южное и восточное побережье Каспийского моря. Пастушки подвида R. a. hibernans из Исландии вероятно зимуют на Фарерских островах, а также в Ирландии. Подвид R. a. korejewi частично перелётный — зимой этих птиц можно встретить в пакистанской провинции Синд, на северо-западе Индии и на Аравийском полуострове.

### Местообитания

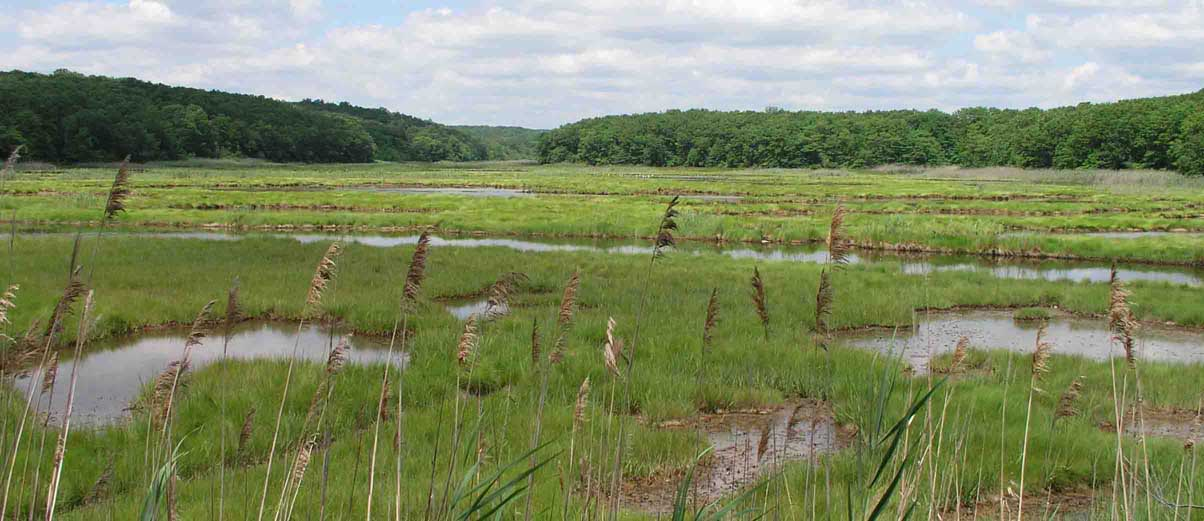
Заросшее болото — типичное место гнездовий водяного пастушка

В период размножения и на зимовках селится по заболоченным берегам разнообразных водоёмов, стоячих либо медленно текущих; на топких болотах с зарослями камыша, тростника, тальника, рогоза, осоки; в сырых лугах с разнотравьем, старых торфяных карьерах с кустарником. Необходимыми условиями для гнездовий являются наличие высокой околоводной растительности и болотистые мелководья, где птицы находят себе пропитание. В основном держится на равнинах, в предгорьях встречается до 2000—2300 м над уровнем моря.

## Размножение
Половая зрелость птиц наступает во второй год жизни, однако, по-видимому, большинство пастушков начинают гнездиться лишь через 2 года. Моногамы, пары сохраняются в течение одного сезона. В случае миграции к местам гнездовий прилетают уже сложившимися парами. Начало периода размножения различается в зависимости от региона — например, в Западной и Центральной Европе оно приходится на конец марта, в Марокко и Алжире на май-июнь, в Тунисе на июнь, в Кашмире на июнь-август. На территории России птицы появляются тогда, когда лёд уже полностью растаял — в Краснодарском крае это середина-конец марта, в Ленинградской области, Западной Сибири и на Алтае — первая половина мая. Во время размножения водяные пастушки строго территориальны и по отношению к пришельцам ведут себя агрессивно. Конфликты на границах территорий обычно заходят далее демонстративных угрожающих поз, но могут закончиться и драками наподобие петушиных. Территориальная агрессия может проявляться не только по отношению к другим пастушкам, но также и к другим представителям семейства — погонышам, камышницам или лысухам.

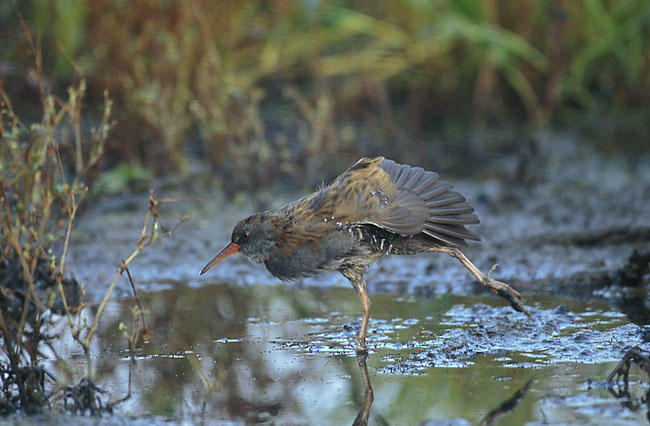
На бегу

Гнездо — неглубокое чашевидное рыхлое образование диаметром 130—160, высотой 140—210 и диаметром лотка 110—140 мм — устраивается на заломе прошлогодних стеблей тростника или рогоза, на болотистой кочке, на сплавине. Оно может находиться как в сухом месте, так и у самой воды либо на мелководье; своим основанием гнездо касается воды, земли либо расположено на небольшом возвышении 10-15 см, опираясь на стебли водных трав. В качестве строительного материала используются сухие листья и стебли находящихся поблизости растений, как правило, одного типа — камыша, тростника, рогоза, вейника, осоки или хвоща. Гнездо тщательно маскируется со всех сторон, в том числе и сверху — находящиеся рядом стебли трав нагибаются и заламываются. Внутрь сооружения ведёт незаметный лаз, которым пользуются птицы. Строят вместе самец и самка. После того, как основное гнездо построено, самец может построить рядом ещё одно, для отдыха.
Обычно за сезон пастушки гнездятся дважды. Полная кладка состоит из 5-16 (обычно 6-11) сероватых, рыжеватых либо бледно-охристых яиц с крупными красновато-бурыми и мелкими фиолетово-серыми пятнами. Если по какой-либо причине первоначальная кладка утрачена, самка способна отложить повторно, однако на этот раз количество яиц будет меньшим — от 4 до 7. Размеры яиц (35—40) х (24—29) мм. Инкубационный период обычно составляет 20 — 21 день; насиживают оба члена пары поочерёдно, хотя большую часть времени проводит в гнезде самка. В случае приближения опасности птицы покидают гнездо, однако держатся неподалёку от него. Птенцы выводкого типа, при вылуплении покрыты чёрным с металлическим блеском пухом и выделяются контрастным белым клювом. Через сутки они уже способны покидать гнездо, следуя за родителями, хотя в этот период ещё полностью от них зависимы. Оба родителя кормят птенцов, заталкивая им пищу в клюв. Через 5 дней птенцы способны самостоятельно склёвывать пищу, а через 14 дней уже сами начинают добывать себе корм. В возрасте 20-30 дней птицы становятся полностью самостоятельными, хотя на крыло становятся только через 7-8 недель.

## Питание
Питается главным образом мелкими водными и наземными беспозвоночными — насекомыми и их личинками, червями, моллюсками, пауками и пр. В значительно меньшей степени кормится растительной пищей — семенами водных растений. Иногда разоряет гнёзда других птиц или охотится за мелкими земноводными или рыбой. Охотно ест падаль.
Добычу находит на поверхности воды, на илистом дне водоёма, на земле, на поверхности наземных или водных растений.